# Médaille commémorative de Nouvelle-Zélande 1990
La médaille commémorative de Nouvelle-Zélande 1990 est instituée par ordre royal de la reine Élisabeth II le 9 février 1990. Ce prix ne doit être attribué qu'en 1990, à quelques 3 000 personnes sélectionnées en reconnaissance de leur contribution à certains aspects de la vie en Nouvelle-Zélande, en particulier aux diverses célébrations de 1990. Par la suite, 3 632 médailles sont attribuées.
La médaille est connue comme la Médaille Sesquicentennial, parce qu'il a été publié sur le 150e anniversaire de la signature du traité de Waitangi par les représentants de la Couronne britannique et divers chefs maoris de l'île du Nord de la Nouvelle-Zélande le 6 février 1840.
La médaille de commémoration 1990 de la Nouvelle-Zélande est une médaille officielle qui doit être portée à toutes les occasions portant des décorations et des médailles. Il est porté après les médailles du couronnement et du jubilé, mais avant les décorations et les médailles pour longs services. Il est accompagné d'un certificat portant les signatures de la reine, du gouverneur général et du Premier ministre.

## Destinataires notables
La liste suivante inclut des personnalités qui ont reçu la médaille de commémoration de la Nouvelle-Zélande 1990. Elle ne constitue pas une liste exhaustive des lauréats.
- Nancy Adams
- Lance Adams-Schneider
- Ray Ahipene-Mercer
- Greg Aim
- Tofilau Eti Alesana
- Percy Benjamin Allen
- Phil Amos
- Gary Anderson
- John Anderson
- Noel Anderson
- Robert Anderson
- Ross Anderson
- Jim Anderton
- Andrew d'York
- Jon Andrews
- Derek Angus
- Anne du Royaume-Uni
- Doug Anthony
- Te Atairangikaahu
- Ian Athfield
- Peter Atkins
- Anne Audain
- Margaret Austin
- Rex Austin
- Ron Bailey
- Gary Ball
- Bill Ballantine
- Ann Ballin
- John Banks
- David Baragwanath
- Ron Barclay
- Jim Barnes
- Michael Bassett
- Mary Batchelor
- Margaret Bazley
- David Beattie
- Don Beaven
- C. E. Beeby
- Bruce Beetham
- John Belgrave
- Jim Belich
- Garry Bell
- Bob Bell
- David Bellamy
- Charles Bennett
- Manuhuia Bennett
- Bill Birch
- Dave Bishop
- Gordon Bisson
- Norman Blacklock
- John Buck
- John Burke
- Mark Burton
- Hector Busby
- Len Castle
- Charles de Galles
- John Collinge
- Ray Columbus
- Graham Condon
- Mel Courtney
- Joy Cowley
- Sharon Crosbie
- Max Cryer
- Barry Dallas
- Trevor Davey
- Graham Davy
- John Dunmore
- Elizabeth Edgar
- Edward de Wessex
- Jim Edwards
- Sian Elias
- Jonathan Elworthy
- Glen Evans
- Roy Geddes
- Lowell Goddard
- Thomas Goddard
- Anne Hare
- Bryce Harland
- Jenny Harper
- Bob Harvey
- David Hay
- John Hickman
- Michael Hill
- Beverley Holloway
- Anne Judkins
- Elspeth Kennedy
- Annette King
- Bill Laney
- Harry Lapwood
- David Ledson
- Sybil Lupp
- Patrick Lynch
- Emarina Manuel
- Denis Marshall
- Kerry Marshall
- Russell Marshall
- Richard Mayson
- Thaddeus McCarthy
- Ian McKinnon
- Alec McLean
- Barbara Moore
- Mike Moore
- W. H. Oliver
- John O'Shea
- Philip Mountbatten
- Alexia Pickering
- Simon Poelman
- Judith Potter
- Erenora Puketapu-Hetet
- Ian Quigley
- Jack Ridley
- Diane Robertson
- Leilani Rorani
- Laurie Salas
- Anand Satyanand
- Peter Shirtcliffe
- Francis Brian Shorland
- Cheryll Sotheran
- Dryden Spring
- Evelyn Stokes
- Peter Sutherland
- Iritana Tāwhiwhirangi
- Diggeress Te Kanawa
- Kiri Te Kanawa
- John Terris
- Geoff Thompson
- Lindsay Tisch
- Charles Upham
- Maureen Waaka
- Beverley Wakem
- Marilyn Waring
- Koro Wētere
- Peter Williams
- Margaret Wilson
- Rachael Zister